# Ž
Ž، ž نویسه‌ای است مرکب از حرف لاتینِ Z و یک هفتک بر فراز آن. زمینه‌های کاربرد این نویسه گوناگون است، ولی بیشترین کاربردش در نمایش آوای ژ می‌باشد. در نویسه‌گردانی حرف Ж از الفبای سیریلیک را با این نویسه نمایش می‌دهند. حرف Z یکی از سی حرف در دبیره پارسی لاتین است و واجش ژ می‌باشد.
نخستین بار در سدهٔ پانزدهم میلادی، یان هوس با تدوین الفبای چک، این نماد را ساخت. سپس در زبان اسلواکیایی و آن گاه در سدهٔ نوزدهم در الفبای کروات هم از این نشان بهره‌بردند. در الفبای بوسنیا و الفبای اسلوونیا نیز از این نویسه بهره‌بردند. همچنین در زبان‌های بالتیک و برخی از زبان‌های اورال به کار برده شده‌است.

## زبان‌های اسلاوی
Ž چهل و دومین حرف الفبای چک، چهل و ششمین حرف الفبای اسلواک، ۳۰امین حرف الفباهای کروات و بوسنیایی و ۲۵اُمین حرف الفبای اسلوونیایی است.

## زبان‌های بالتیک
Ž سی‌ودومین حرف الفبای لیتوانیایی و سی‌وسومین حرف الفبای لاتویایی است.

## زبان‌های اورالی
Ž بیستمین حرف الفبای استونیایی است. در این زبان این نویسه عمدتاً در وام‌واژه‌ها به کار رفته‌است. در سامی شمالی Ž بیست‌ونهمین حرف الفبا است. Ž در الفبای فنلاندی وجود ندارد، ولی گاه به عنوان صورتی متغیر از Z به کار برده می‌شود. در این زبان هم از این نویسه عمدتاً در وام‌واژه‌ها استفاده می‌شود.

## دیگر زبان‌ها
- مورد استفاده در الفبای ترکمن و زبان لازی.
- زبان لاکوتا